# Chris Watts
Chris Watts (Palm Springs, 16 giugno 1965) è un effettista statunitense, tecnico nel settore della grafica computerizzata, e presidente della compagnia di effetti speciali Bake Visual Effects Inc..

## Biografia

### Vita privata
È stato sposato due volte, ambedue gli sposalizi sono stati molto brevi: dal 1999 al 2001 con Betsy Paterson, dal 2006 al 2007 con Joyce Wu. Ha due figli, TC Watts e Noelle McKenzie Watts.

### Carriera
Watts ha iniziato la sua carriera nel 1989 con la Dream Quest Images. Nel 1995,  mentre lavorava a Pleasantville per New Line Cinema, inventò il digital intermediate (DI), il processo di digitalizzazione di una pellicola attraverso il quale è possibile manipolare i colori e le caratteristiche delle immagini, e altri aspetti visivi.
Nel 2004, ha spianato la strada all'uso delle fotocamere digitali in sostituzione a quelle ad alta risoluzione per le riprese cinematografiche durante la lavorazione del film d'animazione La sposa cadavere di Tim Burton. Per la sua collaborazione al film di successo 300 ha ricevuto molti elogi e riconoscimenti da più parti. Le innovazioni portate da Watts nell'industria degli effetti visivi hanno rivoluzionato il processo della post produzione e continuano ad influenzare le produzioni cinematografiche ancora oggi.
Durante il periodo di Scott Dirreckson regista di Paradise Lost, Watts era incaricato della supervisione degli effetti visivi. Alla vista dei problemi di avanzamento di sviluppo del film, lasciò una nota sul suo sito web spiegando in poche parole quello che era stato fino ad allora :
Tra i suoi impegni futuri, sarà supervisore degli effetti speciali in Gravity di Alfonso Cuarón.

### Riconoscimenti
- Candidato nella categoria migliori effetti visivi agli MTV Video Music Awards/(VMAs) 2001 per Elevation degli U2
- Vincitore della categoria migliori effetti visivi in un video musicale per Toxic di Britney Spears ai VES Award 2004 della VES[6]
- Vincitore della categoria migliori effetti visivi ai Saturn Award 2007 per 300[7]
- Candidato nella categoria migliori effetti speciali ai Saturn Award 2008 per 300
- Candidato nella categoria migliori effetti speciali individuali dell'anno ai VES Award 2007 della VES per 300[8]

## Filmografia
- Demolition Man, regia di Marco Brambilla (1993)
- Mister Hula Hoop (The Hudsucker Proxy), regia di Joel Coen (1994)
- Frankenstein di Mary Shelley (Mary Shelley's Frankenstein), regia di Kenneth Branagh (1994)
- French Kiss, regia di Lawrence Kasdan (1995)
- Waterworld, regia di Kevin Reynolds (1995)
- Matilda 6 mitica (Matilda), regia di Danny DeVito (1996)
- Extreme Measures - Soluzioni estreme (Extreme Measures), regia di Michael Apted (1996)
- Gattaca - La porta dell'universo (Gattaca), regia di Andrew Niccol (1997)
- Pleasantville, regia di Gary Ross) (1998)
- Mumford, regia di Lawrence Kasdan (1999)
- Insider - Dietro la verità (The Insider), regia di Michael Mann (1999)
- Magicians, regia di James Merendino (2000)
- Kung Pow (Kung Pow: Enter the Fist), regia di Steve Oedekerk (2002)
- American Icarus, regia di Amy Collins - cortometraggio (2002)
- Looney Tunes: Back in Action, regia di Joe Dante (2003)
- The Day After Tomorrow - L'alba del giorno dopo (The Day After Tomorrow), regia di Roland Emmerich (2004)
- Harry Potter e il prigioniero di Azkaban (Harry Potter and the Prisoner of Azkaban), regia di Alfonso Cuarón (2004)
- SpongeBob - Il film (The SpongeBob SquarePants Movie), regia di Stephen Hillenburg e Mark Osborne - film d'animazione (2004)
- Il mio grasso grosso amico Albert (Fat Albert), regia di Joel Zwick (2004)
- La sposa cadavere (Corpse Bride), regia di Tim Burton e Mike Johnson - film d'animazione (2005)
- Venom, regia di Jim Gillespie (2005)
- The Fog - Nebbia assassina (The Fog), regia di Rupert Wainwright (2005)
- 300, regia di Zack Snyder (2006)
- In the Wall, regia di Mike Williamson - cortometraggio (2007)
- Ti presento Bill (Meet Bill), regia di Bernie Goldmann e Melisa Wallack (2007)
- La notte non aspetta (Street Kings), regia di David Ayer (2008)
- Disaster Movie, regia di Jason Friedberg e Aaron Seltzer (2008)
- Case 39, regia di Christian Alvart (2009)
- Nel paese delle creature selvagge (Where the Wild Things Are), regia di Spike Jonze (2009)
- Free Willy - La grande fuga (Free Willy: Escape from Pirate's Cove), regia di Will Geiger (2010)